# Altkreis
Der Begriff Altkreis ist eine gebräuchliche Kurzbezeichnung für einen ehemaligen Landkreis.
Der so bezeichnete Landkreis existiert entweder nicht mehr oder er bestand im betrachteten Zeitraum zumindest in deutlich anderen, meist kleineren, Grenzen als heute. Im letzteren Fall dient die Bezeichnung Altkreis als wichtiges Unterscheidungsmerkmal und ist daher in diesem Zusammenhang besonders häufig anzutreffen.
Bei der Verwendung des Begriffes Altkreis bezieht man sich meist nicht auf den ehemaligen Landkreis als Institution, sondern als Gebiet mit den Grenzen des ehemaligen Kreises.
Beispiel: Kreis Warendorf (in Nordrhein-Westfalen)
- Altkreise auf dem heutigen Kreisgebiet bis 1974:
  - Kreis Beckum
  - Kreis Warendorf (1816–1974)

- Heutiger (größerer) Kreis seit der Gebietsreform von 1975:
  - Kreis Warendorf

Der Begriff Kreis Warendorf kann somit zwei verschieden große Gebiete umfassen. Der Begriff Altkreis Warendorf für das kleinere Gebiet im Norden des heutigen Kreisgebietes vermeidet Verwechselungen.
Geschehnisse, die mit diesem Begriff verknüpft werden, müssen nicht zwangsläufig in der Vergangenheit liegen, sondern können auch in der Gegenwart oder Zukunft liegen. Dies kann z. B. für kulturtragende Vereine der Fall sein, deren Aktivitäten sich auf ein bestimmtes geografisches Teilgebiet des heutigen Kreises beschränken.
Obwohl die Bezeichnung Altkreis nicht offiziell ist, ist sie in von Gebietsreformen betroffenen Gebieten weithin gebräuchlich.

## Verwandte Begriffe
Ein gleichnamiger neuer Landkreis, der im Rahmen einer Gebietsreform den früheren ersetzt, wird zur Unterscheidung gelegentlich Neukreis genannt.
Ähnliche Wortschöpfungen mit Alt- gibt es auch auf anderen geografischen Ebenen, wenn ein Kerngebiet nach erheblichen Gebietsgewinnen seinen Namen auf das Gesamtgebiet ausgedehnt hat, z. B.
- auf Landes- oder Landschaftsebene, z. B. Altbaiern zur Unterscheidung von Bayern,
- auf Gemeindeebene, z. B. Alt-Lotte (in Nordrhein-Westfalen) zur Unterscheidung der Ortschaft Lotte von der gesamten Gemeinde Lotte, die deutlich größer ist.